# Zelený Háj
Zelený Háj (in tedesco Hagengrün) è una frazione di Vojtanov, comune ceco del distretto di Cheb, nella regione di Karlovy Vary.

## Geografia fisica
È un piccolo villaggio situato a circa 1,5 km a sud-ovest di Vojtanov ed a 13 km a nord-ovest di Cheb. Vi sono 7 abitazioni, nelle quali vivono otto persone. Per il villaggio passa il ruscello Stodolský, nonché la strada I/64.

## Storia
Mýtinka è citato per la prima volta nei testi storici risalenti al 1309. Negli anni 1869-1976 ha fatto parte di Vojtanov. Nel 1976 entra a far parte della città Františkovy Lázně e dal 1992 torna ad essere una frazione di Vojtanov.

## Monumenti
- Edifici in graticcio
- Croci in pessime condizioni
- Santuario risalente al 1882